# Aloe sinkatana
Aloe sinkatana é uma espécie de liliopsida do gênero Aloe, pertencente à família Asphodelaceae.